# Shin Baek-cheol
Shin Baek-cheol (* 19. Oktober 1989 in Gimpo) ist ein Badmintonspieler aus Südkorea.

## Karriere
Shin Baek-cheol ersetzte im Februar Lee Yong-daes Partner Jung Jae-sung im Herrendoppel. Als ersten großen Erfolg verzeichneten beide den Gewinn der German Open, wobei sie im Finale Kenichi Hayakawa und Kenta Kazuno besiegten.
Shin Baek-cheol startet ebenfalls im Mixed. Im Jahr 2010 tat er das mit Yoo Hyun-young. Bei der Swiss Open Super Series 2010 erreichten sie das Finale, verloren dort jedoch gegen die an Nummer 2 gesetzten Lee Yong-dae und Lee Hyo-jung mit 14:21 und 18:21. Im Jahr zuvor stand Shin Baek-cheol im Halbfinale der Swiss Open Super Series 2009 und der All England Super Series 2009 und im Viertelfinale der Korea Open Super Series 2009.
2014 wurde Shin Baek-cheol gemeinsam mit seinem Doppelpartner Ko Sung-hyun bei der Badminton-Weltmeisterschaft 2014 in Kopenhagen Weltmeister im Herrendoppel.